# Louis Morneau
Louis Morneau (...) è un regista e sceneggiatore statunitense.

## Biografia
Cresciuto nel New England, ha iniziato dirigendo cortometraggi e videoclip musicali già durante gli anni del college a Boston. Trasferitosi a Los Angeles ha collaborato con Roger Corman che in seguito ha prodotto il suo primo film.
Nel 1998 ha vinto il premio al Festival internazionale del cinema di Porto con Non toccate il passato. 

## Filmografia
- Cocaina connection (1991)
- Final Judgement (1992)
- Vittima di un incubo (1992)
- Carnosaur 2 (1995)
- Soldier Boyz (1995)
- Non toccate il passato (1997)
- Triplo inganno (1999)
- Bats (1999)
- The Hitcher II - Ti stavo aspettando... (The Hitcher II: I've Been Waiting) (2003)
- Giochi rischiosi (2004)
- Radio Killer 2 - Fine della corsa (2008)
- Werewolf - La bestia è tornata (2012)